# Божена Адамек
Божена Адамек (пол. Bożena Adamek; нар. 1 січня 1952, Заклікув, Польща) — польська акторка театру, телебачення і кінематографу.

## Біографія
Божена Адамек народилася 1 січня 1952 року у Гміні Заклікув (Підкарпатське воєводство). Акторську освіту здобула в Академії драматичного мистецтва в Кракові, яку закінчила у 1975 році. Дебютувала в театрі у 1972 році. Актриса театрів Кракова.

## Вибрана фільмографія
- 1973 — Санаторій під клепсидрою / Sanatorium pod klepsydrą — Б'янка;
- 1974 — Найважливіший день життя / Najważniejszy dzień życia — Вєся Адамська;
- 1980 — Нічний метелик / Ćma — дівчина в студії;
- 1980 — Королева Бона / Królowa Bona (телесеріал) — Єлизавета Габсбург;
- 1981 — Був джаз / Był jazz — Аліція;
- 1982 — Эпітафія для Барбари Радзивілл / Epitafium dla Barbary Radziwiłłówny — Єлизавета Габсбург;
- 1982 — Popielec (телесеріал) — Зоська;
- 1983 — Thais — Філіпа, учасниця бенкету;
- 1985 — Дім божевільних / Dom wariatów — мати в молодості;
- 1989 — Моджеєвська / Modrzejewska — Антоніна Гофман;
- 1990 — Торговець / Kramarz — жінка;
- 1994 — Список гріховодниць / Spis cudzołożnic — Емілька, колишня дружина Густава;
- 2006 — Кожен із нас — Христос / Wszyscy jesteśmy Chrystusami — мати Адама в середньому віці;
- 2007 — Заповідник / Rezerwat — мати Гжеся.

## Нагороди
- Бронзовий Хрест Заслуги (1985).